# Xã Ophir, Quận LaSalle, Illinois
Xã Ophir (tiếng Anh: Ophir Township) là một xã thuộc quận LaSalle, tiểu bang Illinois, Hoa Kỳ. Năm 2010, dân số của xã này là 508 người.